# Encubrimiento
El encubrimiento es una conducta habitualmente penada como delito, que consiste en realizar actos u omitir la realización de actos con el fin de impedir o dificultar la acción del Estado para descubrir e investigar un delito o una serie de delitos, así como identificar a sus autores. Se trata de un delito que busca proteger la administración de justicia. Para que se configure el encubrimiento, debe haber existido un delito previo encubierto; si el acto encubierto no es un delito calificado como tal judicialmente, no se configura el encubrimiento. El encubrimiento tampoco debe ser confundido con el delito encubierto: el encubridor encubre un delito que no cometió. 

## Descripción

### Bien jurídicamente protegido
Los especialistas coinciden en señalar que el bien jurídicamente tutelado por la criminalización del delito la administración de justicia, debido a que impide, interfiere o entorpece, la acción policial o judicial dirigida a verificar la comisión de un delito y encontrar a sus responsables.

### Presupuesto indispensable
Es requisito indispensable para la configuración del delito de encubrimiento, la existencia de un delito previo. Si el acto encubierto no es considerado judicialmente como delito, no se configura el delito de encubrimiento.

### Acción delictiva
Cada código penal tipifica de manera diferente el delito de encubrimiento, pero de manera general el mismo puede producir mediante varios actos: a) ayudar a alguien a eludir la investigación de un delito; b) ayudar a alguien a evadir la acción de las autoridades con respecto a un delito; c) ocultar o destruir pruebas, o ayudar a hacerlo; d) recibir u ocultar cosas provenientes de un delito; e) no denunciar un delito conocido estando obligado a hacerlo; f) no identificar a los autores, conociéndolos y estando obligado a hacerlo; g) ayudar al autor a evitar que las autoridades recuperen el producto de un delito.

### Agravantes
Suelen ser agravantes del delito de encubrimiento: a) la gravedad del delito encubierto; b) haber cometido el encubrimiento con el fin de obtener una ganancia econ{omica; c) dedicarse con habitualidad al encubrimiento de delitos; d) ser funcionario público.

### Atenuantes y eximentes
Suelen ser atenuado o eximido de responsabilidad el encubrimiento de un delito cometido por el cónyuge, las parientes, los amigos o personas con las que el encubridor tenga un debe de gratitud.